# Giovanni Zucchi
Giovanni Zucchi (ur. 14 sierpnia 1931 w Mandello del Lario, zm. 19 stycznia 2021 tamże) – włoski wioślarz, brązowy medalista olimpijski.

## Kariera
Wystąpił na igrzyskach olimpijskich w Melbourne w 1956, zajmując czwarte miejsce w czwórkach bez sternika. W finale Włosi przegrali walkę o podium z Francuzami o 2,5 sekundy. Na rozgrywanych cztery lata późnej igrzyskach olimpijskich w Rzymie Włosi w składzie: Fulvio Balatti, Romano Sgheiz, Franco Trincavelli, Giovanni Zucchi i Ivo Stefanoni zdobyli brązowy medal w czwórkach ze sternikiem. W finale Włosi stracili 4,60 sekundy do osady Wspólnej Reprezentacji Niemiec i 2,10 sekundy do osady Francji. Brał też udział w igrzyskach olimpijskich w Tokio w 1964, gdzie zajął piąte miejsce w czwórkach bez sternika.
Zdobywał złote medale w ósemce na mistrzostwach Europy w Duisburgu (1957), mistrzostwach Europy w Poznaniu (1958) i mistrzostwach Europy w Pradze (1961). W czwórce bez sternika wywalczył natomiast złote medale na mistrzostwach Europy w Amsterdamie (1954) i mistrzostwach Europy w Bledzie (1956), srebrny na mistrzostwach Europy w Kopenhadze (1963) i brązowy na mistrzostwach Europy w Amsterdamie (1964). 
Ponadto wywalczył złote medale w czwórkach bez sternika na igrzyskach śródziemnomorskich w Barcelonie (1955) i igrzyskach śródziemnomorskich w Neapolu (1963).
Zmarł 19 stycznia 2021 roku w Mandello del Lario w wieku 89 lat.
Jego syn, Franco Zucchi, także został wioślarzem.